# Universidade Federal do Recôncavo da Bahia
Universidade Federal do Recôncavo da Bahia er et universitet beliggende i delstaten Bahia, Brasilien.
Det blev etableret i 2006 og har cirka 8514 studerende.